# Жулянське кладовище
Жуля́нське кладови́ще — некрополь у Солом'янському районі міста Києва. 
Відкрите при заснуванні села. Ймовірно, місце розташування не змінилося. Позначене на топографічній карті 1848 року на тому ж місці, де існує й нині. 
Тож інформація, ніби кладовище відкрите лише 1931 році, не відповідає дійсності. 
Закрите для масових поховань, дозволено підпоховання у родинну могилу.

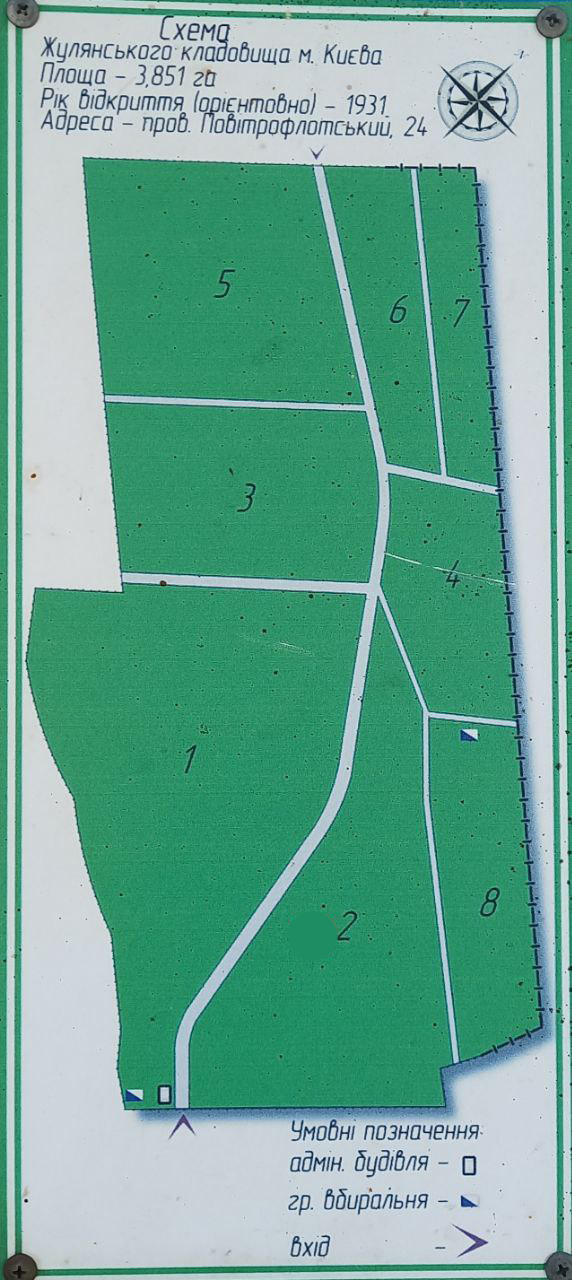
Схема кладовища

Церквою кладовища вважається церква великомученика Димитрія Солунського.

## Поховані
- Кагарлицький Микола Федосійович (1937—2015) — український письменник, мистецтвознавець, музикознавець, літературознавець, вчитель, перекладач, публіцист, філолог, громадський і культурний діяч. Дослідник біографій і автор книг про видатних діячів української культури таких, як Катерина Білокур, Оксана Петрусенко, Михайло Донець, Іван Козловський та ін. Заслужений діяч мистецтв України. (Ділянка №2)